# Tinetto
Tinetto je talijanski otok u ligurskom moru na najzapadnijem dijelu zaljeva La Spezia. On je najmanji i najsjeverniji otok otočja Spezzina koji čine još dva otoka, veliki i srednji Palmaria i manji Tino južnije, koji čine povezan niz.  
Otok ima površinu od 600 m² i najviši vrh od 17 m, a nalazi se u jednoj od najslikovitijih i najpoznatijih sredozemnih priobalnih područja, poznatom po svojoj ljepoti i popularnosti kao turističkog odredišta. Obala Cinque Terre sa svojih pet sela i okolna brda Nacionalnog parka Portovenere su zajedno s ova tri otoka od 1997. god. UNESCO-ova svjetska baština. 

## Odlike
Otočić Tinetto je malo više od morske hridi sa šturom vegetacijom i ostacima malene kapele iz 6. stoljeća na zapadnoj strani i malenog samostana s crkvom iz 11. stoljeća koje su uništili Saraceni.
Na Tinettu živi velika kolonija galebova i jedna endemska podvrsta zidnog guštera, Podarcis muralis tinettoi.